# Edith Falls
Az Edith Falls vízesések sorozata, amely Ausztrália északi részén, az Északi területen található a Nitmiluk Nemzeti Park határain belül, mintegy 60 kilométernyire Katherine-től. 
A vízesés az Edith-folyón található. A látogatók számára nincs kiépített ösvény, amely felvezetne a vízesés tetejéhez. A vízesést a Jatbula ösvény köti össze az innen 66 kilométerre lévő Katherine Gorge-dzsal. 

## Fordítás
Ez a szócikk részben vagy egészben  az   Edith Falls című angol Wikipédia-szócikk ezen változatának fordításán alapul.  Az eredeti cikk szerkesztőit annak laptörténete sorolja fel. Ez a jelzés csupán a megfogalmazás eredetét és a szerzői jogokat jelzi, nem szolgál a cikkben szereplő információk forrásmegjelöléseként.